# مسجد كريم خان
مسجد كريم خان هو مسجد تاريخي يعود إلى عصر القاجاريون، ويقع في تبريز.